# Wonokerto (Sukorejo)
Wonokerto is een bestuurslaag in het regentschap Pasuruan van de provincie Oost-Java, Indonesië. Wonokerto telt 2633 inwoners (volkstelling 2010).